# Jan Bohman
Jan Bohman, född 14 oktober 1943, är en svensk före detta friidrottare (spjutkastning). Han tävlade för Malmö AI. 